# Доктрина Буша

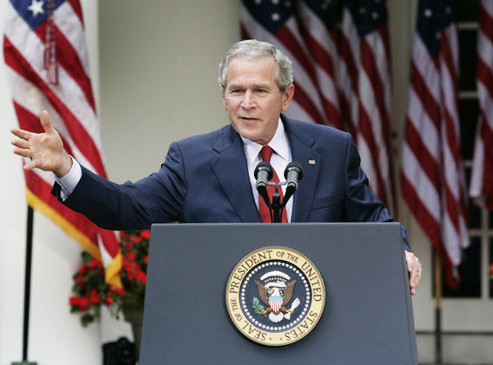
Джордж Буш во время пресс-конференции говорит о ядерных амбициях Ирана и рассуждает о ядерных испытаниях в Северной Корее. 2006 год

Доктрина Буша (англ. Bush Doctrine) — выражение, используемое для описания различных смежных принципов внешней политики 43-го президента Соединённых Штатов Джорджа Буша. Первоначально фраза характеризовала политику, согласно которой Соединённые Штаты имеют право обезопасить себя от стран, которые дают убежище или помощь террористическим группам, чтобы оправдать таким образом вторжение в Афганистан в 2001 году.
Позднее в доктрину были включены дополнительные элементы, включая спорную политику превентивной войны, заключающейся в том, что Соединённым Штатам следует смещать режимы в других странах, которые представляют потенциальную или предполагаемую угрозу для безопасности Соединённых Штатов, даже если эта угроза не является непосредственной; политика «распространения демократии» по всему миру, особенно на Ближнем Востоке, как и стратегии борьбы с терроризмом, а также готовность следовать военным интересам США в одностороннем порядке. Некоторые из этих стратегий содержались в документе Совета национальной безопасности под заглавием «Стратегии национальной безопасности Соединённых Штатов», опубликованном 20 сентября 2002.

## Оценки
Политолог Джон Миршаймер оценивал данную доктрину как «катастрофическую».